# Relations entre Israël et le Soudan du Sud
Les relations entre Israël et le Soudan du Sud font référence aux relations diplomatiques entre le Soudan du Sud et Israël. Les deux pays sont membres des Nations unies. Leurs relations diplomatiques ont commencé avec l'indépendance du Soudan du Sud le 10 juillet 2011.

## Historique

### Premiers contacts
Les premiers contacts entre Israël et le Soudan du Sud remontent aux années 1960, plus de 40 ans avant l'indépendance du Soudan du Sud. En 1967, les rebelles chrétiens du Sud empêchent l’armée soudanaise de prendre part à la guerre des Six-Jours. En guise de remerciement, l’État hébreu leur apporte un soutien contre Khartoum, sous forme de financement et d'envoi de matériel militaire récupéré à l’armée égyptienne vaincue.
À partir des années 1980, lors de la prise de pouvoir d'Omar El-Bachir qui instaure un gouvernement islamiste, Israël accentue sa pression sur Khartoum en menant plusieurs frappes aériennes sur des convois d’armes destinées au Hamas.

### Depuis l'indépendance du Soudan du Sud
En juillet 2011, l'indépendance du Soudan du Sud est considérée par Israël comme une occasion de ressusciter la "doctrine de la périphérie" élaborée par David Ben Gourion, consistant à tisser des liens avec la périphérie du monde arabe pour permettre à l’État hébreu de s'imposer au Proche Orient.  En outre, une alliance avec le Soudan du Sud est considérée par les Israéliens comme une occasion de disposer localement d’un point d’appui et d’escales techniques pour des chasseurs-bombardiers pour surveiller les convois expédiés par Khartoum vers les pays arabes.
Le 10 juillet 2011, au lendemain de l'officialisation de l'indépendance du nouvel État, le Premier ministre israélien Benyamin Netanyahou déclare : « Israël reconnaît le Soudan du Sud, et lui souhaite de réussir. Ce pays aspire à la paix, et nous serons heureux de coopérer avec lui pour contribuer à sa prospérité. ».
Le premier président du Soudan du Sud, Salva Kiir, se rend à Jérusalem le 20 décembre 2011, où il fait part au gouvernent israélien de sa reconnaissance pour le soutien apporté aux rebelles chrétiens du sud avant qu'ils obtiennent un pays indépendant.
Le Soudan du Sud, en tant que pays chrétien, a l'avantage pour Israël de ne pas se sentir impliqué dans le conflit israélo-palestinien. Le ministre des Affaires étrangères sud-soudanais, Deng Alor Koul, a fait part de son intention d’établir une ambassade à Jérusalem et non à Tel-Aviv comme le font la plupart des pays du monde.
L'ambassadeur israélien au Soudan du Sud est Hanan Goder.

## Coopération économique

### Secteur agricole
Lors de sa visite en Israël, Salva Kiir dit souhaiter établir une « coopération dans les infrastructures, l’agriculture, le traitement de l’eau et les technologies avancées ».
Israël possède des technologies agricoles qui intéressent fortement le Soudan du Sud, qui est un pays riche en terres et en eau mais peu doté en infrastructures et technologies.
En 2016, le Soudan du Sud sollicite le soutien d’Israël pour développer ses rendements agricoles, dans le cadre de son projet "Green horizon". Des semences sont envoyés par l’État hébreu, ainsi qu'une aide dans l'installation d'un système d'irrigation depuis le Nil avec la technique du « goutte-à-goutte ».

### Secteur pétrolier
En janvier 2013, Stephen Dhieu Dau, le Ministre sud-soudanais du Pétrole et des Mines se rend à Tel-Aviv, et annonce à son retour à Djouba la conclusion d’un accord entre son pays et « un certain nombre de compagnies pétrolières israéliennes désireux d'investir » dans son pays. 
Une telle coopération est alors considérée comme réciproquement bénéfique pour les deux États, pour plusieurs raisons :
- Une telle coopération permettrait à Israël de diversifier ses sources d'approvisionnement en hydrocarbures, mais aussi de s'installer physiquement à proximité du Soudan, utilisé par l'Iran comme plaque tournante pour ses livraisons d'armes au Hamas et au Hezbollah, ennemis d’Israël[4],[9].
- Le Soudan du Sud, dont les réserves pétrolières sont estimées à plus de 6.6 milliards de barils, souffre d'un manque d’infrastructure pour l'exploiter et l'exporter, alors que le principal pipeline du pays passe par le Soudan, devenu un pays étranger depuis l'indépendance du sud, relié à la mer par Port-Soudan[9]. L’autonomie ayant privé le Soudan du Sud à tout accès à la mer, le gouvernement israélien, proche du gouvernement du Kenya[10], pays littoral et frontalier du Soudan du Sud, propose un oléoduc de 1 600 km reliant les gisements sud-soudanais au port kényan de Lamu, avec un budget de 2 milliards de dollars[9].

Néanmoins, la guerre civile sud-soudanaise qui commence la même année que cet accord, provoque l'effondrement économique du pays et empêche les deux États de concrétiser leurs intentions de coopération dans l'industrie pétrolière. 

## Impact de la guerre civile sud-soudanaise
En décembre 2013, une guerre civile éclate entre les partisans du président Salva Kiir et ceux du vice-président Riek Machar, faisant près de 400.000 morts et plus de 4 millions de déplacés. Un accord est trouvé en février 2020 entre les deux belligérants ennemis pour former ensemble un gouvernement d'union nationale.

### Aide humanitaire israélienne
À la suite de l'établissement des relations diplomatiques entre les deux États, l'ONG IsraAid envoie une importante cargaison humanitaire au Soudan du Sud. 
L'aide humanitaire envoyée par Israël se poursuit pendant la guerre civile sud-soudanaise qui provoque d'importantes pénuries.
En août 2017, Israël envoie 6 tonnes d'aide alimentaire dans un village du Soudan du Sud. En avril 2018, Israël octroie de nouveau une importante aide alimentaire au Soudan du Sud frappé par la sécheresse.

### Accusations de trafics d'armes
En 2016, l'ONU accuse Israël d'avoir fourni des armes au gouvernement sud-soudanais avant l'embargo, et du matériel d'écoute et espionnage.
En juillet 2018, le Conseil de sécurité de l'ONU impose un embargo sur les armes au Soudan du Sud et des sanctions contre deux responsables militaires, alors que les tractations diplomatiques se révèlent inefficaces pour à mettre un terme à la guerre civile.
En mars 2019, un ancien général israélien reconverti dans le privé est entendu par le Ministère israélien de la Défense, accusé d'avoir vendu pour 150 millions d’armes au gouvernement de Salva Kiir malgré un embargo de l'ONU.